# Wiedemannia pyrenaica
Wiedemannia pyrenaica är en tvåvingeart som beskrevs av Vaillant 1967. Wiedemannia pyrenaica ingår i släktet Wiedemannia och familjen dansflugor. Inga underarter finns listade i Catalogue of Life.